# Epeus glorius
Epeus glorius är en spindelart som beskrevs av Zabka 1985. Epeus glorius ingår i släktet Epeus och familjen hoppspindlar. Inga underarter finns listade i Catalogue of Life.